# Abdallah Banda Abakaer Nourain
Abdallah Banda Abakaer Nourain er en sudaneser, der af chefanklageren ved Den Internationale Straffedomstol er anklaget for sammen med Saleh Mohammed Jerbo Jamus at have begået krigsforbrydelser i Darfur, Sudan ved tre lejligheder. De mødte begge for første gang i domstolen i Haag, Holland den 17. juni 2010. 